# Yáser Asprilla
Yáser Esnéider Asprilla Martínez (Bajo Baudó, 19 de novembro de 2003) é um futebolista profissional colombiano que atua como meio-campista no Girona e na Seleção Colombiana.

## Carreira

### Envigado
Asprilla estreou no Envigado na derrota por 3–0 no Campeonato Colombiano contra o Independiente Medellín em 2 de dezembro de 2020. Em 18 de julho de 2021, ele marcou seu primeiro gol pelo clube colombiano no empate de 2–2 contra o Atlético Nacional. Nesse período, ele foi considerado uma das promessas do futebol colombiano pela ESPN, evidenciado também pelo interesse de clubes internacionais.

### Watford
Em 17 de janeiro de 2022, foi confirmada sua transferência para o Watford, da Inglaterra. Posteriormente, o jogador continuou jogando pelo Envigado emprestado por mais um semestre. Em 11 de agosto, ele fez sua estreia pelo Watford, jogando na vitória de seu time por 1–0 sobre o Burnley pela EFL Championship. Seu primeiro gol foi marcado na derrota de seu time contra o Huddersfield Town por 3–2 na rodada 40 do campeonato. Até aquele momento, Asprilla havia disputado 1.300 minutos na temporada, tendo boa regularidade com sua equipe. No dia 13 de fevereiro de 2024, chegou a cinco gols com as vespas na campanha. Seu último gol na Championship foi no dia 12 de dezembro, na 21ª rodada, na derrota em casa por 2–1 para o Ipswich Town.

### Girona
Em 23 de agosto de 2024, foi anunciada sua contratação pelo Girona, da Espanha. O jogador estava na mira também de clubes como Rennes, Porto e Sporting. Estreou pelo clube catalão na goleada sobre o Osasuna por 4–0. Marcou seu primeiro gol abrindo o placar da vitória contra o Athletic Bilbao por 2–1.

### Carreira internacional
Asprilla fez sua estreia pela seleção colombiana aos 18 anos, em 16 de janeiro de 2022, entrando no lugar de Juan Quintero aos 43 minutos, na vitória em casa por 2–1 sobre Honduras. No seu segundo jogo pela seleção, ele marcou seu primeiro gol na vitória por 4–1 em um amistoso contra a Guatemala.

## Títulos
Watford
- Reveleção da temporada 2023–24 no Watford[19]

Colômbia
- Vice-campeonato da Copa América: 2024[1]